# Oxyopes setipes
Oxyopes setipes är en spindelart som beskrevs av Tord Tamerlan Teodor Thorell 1890. Oxyopes setipes ingår i släktet Oxyopes och familjen lospindlar. Inga underarter finns listade i Catalogue of Life.